# Canada op de Olympische Zomerspelen 1988
Canada nam deel aan Olympische Zomerspelen 1988 in Seoel. Er namen 328 deelnemers deel in 22 olympische sportdisciplines. Er werden tien medailles gewonnen, waaronder drie gouden.

## Medailles
| Sport            | Olympiër(s)                                             | Onderdeel             | Medaille |
| ---------------- | ------------------------------------------------------- | --------------------- | -------- |
| Boksen           | Lennox Lewis                                            | +91kg (m)             | Goud     |
| Synchroonzwemmen | Carolyn Waldo                                           | solo                  |          |
| Synchroonzwemmen | Carolyn Waldo Michelle Cameron                          | duet                  |          |
| Boksen           | Egerton Marcus                                          | -75kg (m)             | Zilver   |
| Zwemmen          | Mark Tewksbury Victor Davis Sandy Goss Tom Ponting      | 4x100m wisselslag (m) |          |
| Atletiek         | Dave Steen                                              | tienkamp (m)          | Brons    |
| Boksen           | Raymond Downey                                          | -71kg (m)             |          |
| Paardensport     | Gina Smith Cynthia Ishoy Ashley Nicoll Eva Maria Pracht | dressuur team         |          |
| Zeilen           | Frank McLaughlin John Millen                            | flying dutchman       |          |
| Zwemmen          | Andrea Nugent Allison Higson Jane Kerr Lori Melien      | 4x100m wisselslag (v) |          |

## Deelnemers en resultaten

### Atletiek
| Olympiër                                                                   | Onderdeel                | Resultaat | Prestatie |
| -------------------------------------------------------------------------- | ------------------------ | --------- | --- |
| Ben Johnson                                                                | 100m (m)                 | DSQ       | serie 8: 1ste in 10,37 kwartfinale 1: 3de in 10,17 halve finale 2: 1ste in 10,03 finale: 1ste in 9,79 |
| Desai Williams                                                             | 100m (m)                 | 51e       | serie 9: 1ste in 10,24 kwartfinale 2: 1ste in 10,16 halve finale 1: 4de in 10,24 finale: 6de in 10,11 |
| Courtney Brown                                                             | 200m (m)                 | 27e       | serie 7: 3de in 21,45 kwartfinale 5: 7de in 21,18 |
| Cyprian Enweani                                                            | 200m (m)                 | 9e        | serie 8: 1ste in 20,65 kwartfinale 1: 3de in 20,62 halve finale 2: 5de in 20,57 |
| Atlee Anthony Mahorn                                                       | 200m (m)                 | 5e        | serie 3: 1ste in 20,55 kwartfinale 3: 2de in 20,59 halve finale 1: 3de in 20,43 finale: 5de in 20,39 |
| Anton Skerritt                                                             | 400m (m)                 | 26e       | serie 1: 3de in 46,64 kwartfinale 3: 6de in 46,08 |
| Simon Hoogewerf                                                            | 800m (m)                 | 15e       | serie 5: 2de in 1.49,76 kwartfinale 2: 2de in 1.45,99 halve finale 1: 7de in 1.47,30 |
| Paul Osland                                                                | 800m (m)                 | 28e       | serie 8: 5de in 1.47,16 kwartfinale 1: 6de in 1.48,02 |
| David Campbell                                                             | 1500m (m)                | 28e       | serie 2: 7de in 3.42,97 |
| Douglas Consiglio                                                          | 1500m (m)                | 51e       | serie 4: 13de in 3.55,31 |
| Carey Nelson                                                               | 5000m (m)                | 42e       | serie 1: 12de in 14.15,94 |
| Paul Williams                                                              | 5000m (m)                | 26e       | serie 3: 6de in 13.43,43 halve finale 1: 13de in 13.44,57 |
| Paul McCloy                                                                | 10000m (m)               | 30e       | serie 2: 15de in 29.34,07 |
| Paul Williams                                                              | 10000m (m)               | DNF       | serie 1: niet gefinisht |
| Stephen Kerho                                                              | 110m horden (m)          | DNF       | serie 2: niet gefinisht |
| Mark McKoy                                                                 | 110m horden (m)          | 7e        | serie 4: 1ste in 13,78 kwartfinale 1: 2de in 13,56 halve finale 2: 3de in 13,54 finale: 7de in 13,61 |
| John Graham                                                                | 400m horden (m)          | 15e       | serie 1: 3de in 50,30 halve finale 1: 8ste in 51,33 |
| Graeme Fell                                                                | 3000m steeplechase (m)   | 11e       | serie 2: 7de in 8.51,25 halve finale 2: 6de in 8.19,99 finale: 11de in 8.21,73 |
| Andrew Mowatt Atlee Mahorn Desai Williams Brian Morrison                   | 4x100m (m)               | 7e        | serie 3: 1ste in 39,41 halve finale 2: 4de in 38,94 finale: 7de in 38,93 |
| John Graham Carl Folkes Paul Osland Anton Skerritt                         | 4x400m (m)               | 15e       | serie 2: 5de in 3.09,52 halve finale 1: 8ste in 3.09,48 |
| Art Boileau                                                                | marathon (m)             | 67e       | 2:32.19 |
| Dave Edge                                                                  | marathon (m)             | 28e       | 2:18.20 |
| Peter Maher                                                                | marathon (m)             | 46e       | 2:24.49 |
| Guillaume Leblanc                                                          | 20km snelwandelen (m)    | 10e       | 1:21.29 |
| François Lapointe                                                          | 50km snelwandelen (m)    | 14e       | 3:48.15 |
| Glenroy Gilbert                                                            | verspringen (m)          | 22e       | kwalificatie groep A: 11de met 7,61m |
| Ian James                                                                  | verspringen (m)          | 25e       | kwalificatie groep A: 13de met 7,52m |
| Bruny Surin                                                                | verspringen (m)          | 14e       | kwalificatie groep A: 7de met 7,73m |
| Edrick Floreal                                                             | hink-stap-springen (m)   | 18e       | kwalificatie groep B: 11de met 16,11m |
| George Wright                                                              | hink-stap-springen (m)   | 19e       | kwalificatie groep A: 8ste met 16,09m |
| Brian Marshall                                                             | hoogspringen (m)         | 17e       | kwalificatie groep B: 10de met 2,22m |
| Milton Ottey                                                               | hoogspringen (m)         | 17e       | kwalificatie groep B: 8ste met 2,22m |
| Paul Just                                                                  | polsstokhoogspringen (m) | 17e       | kwalificatie groep B: 8ste met 5,30m |
| Ray Lazdins                                                                | discuswerpen (m)         | 21e       | kwalificatie groep B: 12de met 57,94m |
| Stephen Feraday                                                            | speerwerpen (m)          | 28e       | kwalificatie groep B: 16de met 73,32m |
| Mike Mahovlich                                                             | speerwerpen (m)          | 31e       | kwalificatie groep A: 15de met 69,44m |
| Mike Smith                                                                 | tienkamp (m)             | 14e       | 100m: 6de in 10,99 (863 punten) verspringen: 9de met 7,37m (903 punten) kogelstoten: 23ste met 13,61m (704 punten) hoogspringen: 16de met 1,97m (776 punten) 400m: 3de in 47,83 (917 punten) 110m horden: 9de in 14,70 (886 punten) discuswerpen: 11de met 43,88m (744 punten) polsstokhoogspringen: 31ste met 4,30m (702 punten) speerwerpen: 4de met 66,54m (837 punten) 1500m: 13de in 4.28,97 (751 punten) totaal: 8083 punten |
| Dave Steen                                                                 | tienkamp (m)             | Brons     | 100m: 17de in 11,18 (821 punten) verspringen: 5de met 7,44m (920 punten) kogelstoten: 16de met 14,20m (741 punten) hoogspringen: 16de met 1,97m (776 punten) 400m: 8ste in 48,29 (895 punten) 110m horden: 13de in 14,81 (873 punten) discuswerpen: 12de met 43,66m (739 punten) polsstokhoogspringen: 2de met 5,20m (972 punten) speerwerpen: 7de met 64,16m (801 punten) 1500m: 7de in 4.23,20 (790 punten) totaal: 8328 punten  |
|                                                                            |                          |           | |
| Angela Bailey                                                              | 100m (v)                 | 18e       | serie 7: 3de in 11,61 kwartfinale 1: 5de in 11,29 |
| Angella Issajenko                                                          | 100m (v)                 | 17e       | serie 8: 3de in 11,42 kwartfinale 2: 5de in 11,27 |
| Julie Rocheleau                                                            | 100m (v)                 | 31e       | serie 5: 5de in 11,60 kwartfinale 4: 8ste in 11,75 |
| Charmaine Crooks                                                           | 400m (v)                 | 15e       | serie 1: 3de in 53,58 kwartfinale 4: 4de in 51,64 halve finale 2: 7de in 51,63 |
| Jillian Richardson                                                         | 400m (v)                 | 9e        | serie 7: 4de in 53,06 kwartfinale 2: 4de in 52,33 halve finale 1: 5de in 49,91 |
| Marita Payne Wiggins                                                       | 400m (v)                 | 11e       | serie 2: 2de in 52,70 kwartfinale 3: 2de in 51,73 halve finale 1: 7de in 50,29 |
| Renée Belanger                                                             | 800m (v)                 | 17e       | serie 2: 5de in 2.02,85 |
| Mary Burzminski                                                            | 800m (v)                 | 23e       | serie 4: 6de in 2.04,74 |
| Debbie Bowker                                                              | 1500m (v)                | 12e       | serie 1: 2de in 4.07,06 finale: 12de in 4.17,95 |
| Angela Chalmers                                                            | 1500m (v)                | 17e       | serie 1: 8ste in 4.08,64 |
| Lynn Williams                                                              | 1500m (v)                | 5e        | serie 2: 4de in 4.04,20 finale: 5de in 4.00,86 |
| Debbie Bowker                                                              | 3000m (v)                | 15e       | serie 2: 3de in 8.43,8 finale: 15de in 9.11,95 |
| Angela Chalmers                                                            | 3000m (v)                | 14e       | serie 1: 3de in 8.48,60 finale: 14de in 9.04,75 |
| Lynn Williams                                                              | 3000m (v)                | 8e        | serie 2: 4de in 8.48,70 finale: 8ste in 8.38,43 |
| Sue French-Lee                                                             | 10000m (v)               | 8e        | serie 1: 5de in 31.51,42 finale: 8ste in 31.50,51 |
| Carole Rouillard                                                           | 10000m (v)               | 16e       | serie 1: 10de in 32.09,08 finale: 16de in 32.41,43 |
| Nancy Tinari                                                               | 10000m (v)               | 13e       | serie 2: 7de in 32.16,27 finale: 13de in 32.14,05 |
| Julie Rocheleau                                                            | 100m horden (v)          | 6e        | serie 3: 2de in 13,07 kwartfinale 1: 4de in 12,90 halve finale 1: 3de in 12,91 finale: 6de in 12,99 |
| Rosey Edeh                                                                 | 400m horden (v)          | 22e       | serie 2: 5de in 56,59 |
| Christine Slythe-Wynn                                                      | 400m horden (v)          | 27e       | serie 1: 6de in 58,00 |
| Angela Bailey Angela Phipps Angella Taylor-Issajenko Katie Anderson        | 4x100m (v)               | 11e       | serie 2: 3de in 43,92 halve finale 2: 5de in 43,82 |
| Charmaine Crooks Molly Killingbeck Marita Payne-Wiggins Jillian Richardson | 4x400m (v)               | DNF       | serie 1: 2de in 3.27,63 finale: niet gefinisht |
| Lizanne Bussieres                                                          | marathon (v)             | 26e       | 2:35.03 |
| Odette Lapierre                                                            | marathon (v)             | 11e       | 2:30.56 |
| Ellen Rochefort                                                            | marathon (v)             | 31e       | 2:36.44 |
| Tracy Lee Smith                                                            | verspringen (v)          | DNF       | kwalificatie groep A: geen geldige sprong |
| Céline Chartrand                                                           | speerwerpen (v)          | 27e       | kwalificatie groep A: 14de met 54,10m |

### Basketbal
| Olympiër | Onderdeel | Resultaat | Prestatie |
| --- | --------- | --------- | --- |
| Norman Clarke John Hatch Gerald Kazanowski Alan Kristmanson Barry Mungar Eli Pasquale Romel Raffin Karl Tilleman Jay Triano David Turcotte Dwight Walton Wayne Yearwood | mannen    | 6e        | groep B: 4de V van Brazilië: 109-125 V van Verenigde Staten: 70-76 W van Egypte: 117-64 V van Spanje: 84-94 W van China: 99-96 kwartfinale: V van Joegoslavië: 73-75 5-8ste plek: W van Spanje: 96-91 5-6de plek: V van Brazilië: 90-106 |

| Groep B |                  |             |             |             |        |        |        |        |
| #       | Land             | Wedstrijden | Wedstrijden | Wedstrijden | Punten | Punten | Punten | Punten |
| #       | Land             | G           | W           | V           | V      | T      | Saldo  | Punten |
| 1       | Verenigde Staten | 5           | 5           | 0           | 485    | 302    | +183   | 10     |
| 2       | Spanje           | 5           | 4           | 1           | 484    | 435    | +49    | 9      |
| 3       | Brazilië         | 5           | 3           | 2           | 590    | 522    | +68    | 8      |
| 4       | Canada           | 5           | 2           | 3           | 479    | 455    | +24    | 7      |
| 5       | China            | 5           | 1           | 4           | 433    | 527    | -94    | 6      |
| 6       | Egypte           | 5           | 0           | 5           | 338    | 568    | -230   | 5      |

| Ronde        | Datum | Plaats      | Land    | Score            | Land |
| ------------ | ----- | ----------- | ------- | ---------------- | ---- |
| Groepsfase   |       |             |         |                  |      |
| 17 september | Seoel | Brazilië    | 125-109 | Canada           |      |
| 20 september | Seoel | Canada      | 70-76   | Verenigde Staten |      |
| 21 september | Seoel | Canada      | 117-64  | Egypte           |      |
| 23 september | Seoel | Canada      | 84-94   | Spanje           |      |
| 24 september | Seoel | Canada      | 99-96   | China            |      |
| Kwartfinale  |       |             |         |                  |      |
| 26 september | Seoel | Joegoslavië | 95-73   | Canada           |      |
| 5-8ste plek  |       |             |         |                  |      |
| 28 september | Seoel | Canada      | 96-91   | Spanje           |      |
| 5-6de plek   |       |             |         |                  |      |
| 30 september | Seoel | Brazilië    | 106-90  | Canada           |      |

### Boksen
| Olympiër         | Onderdeel   | Resultaat | Prestatie |
| ---------------- | ----------- | --------- | --- |
| Scotty Olson     | -48kg (m)   | 5e        | 1ste ronde: vrij 2de ronde: W van PNG Banian: knock-out 3de ronde: W van IRL McCullough: 5-0 kwartfinale: V van USA Carbajal: 0-5 |
| Jamie Pagendam   | -57kg (m)   | 17e       | 1ste ronde: W van MGL Amarjargal: scheidsrechterlijke beslissing 2de ronde: V van BUL Kirkorov: walk-over |
| Asif Dar         | -60kg (m)   | 17e       | 1ste ronde: vrij 2de ronde: V van THA Hongram: scheidsrechterlijke beslissing |
| Scotty Olson     | -63,5kg (m) | 9e        | 1ste ronde: vrij 2de ronde: W van GDR Otto: scheidsrechterlijke beslissing 3de ronde: V van SWE Myrberg: 1-4 |
| Manuel Sobral    | -67kg (m)   | 33e       | 1ste ronde: V van FIN Nyman: 1-4 |
| Raymond Downey   | -71kg (m)   | Brons     | 1ste ronde: W van ARG López: 5-0 2de ronde: W van FRG Nieroba: 3-2 3de ronde: W van PAK Shah: 5-0 kwartfinale: W van SWE Kitel: 5-0 halve finale: V van KOR Park: 0-5                                                                           |
| Egerton Marcus   | -75kg (m)   | Zilver    | 1ste ronde: vrij 2de ronde: W van PHI Legaspi: knock-out 3de ronde: W van YUG Dukić: knock-out kwartfinale: W van FRG Ottke: 5-0 halve finale: W van PAK Syed: 4-1 finale: V van GDR Maske: 0-5                                                 |
| Brent Kosolofski | -81kg (m)   | 9e        | 1ste ronde: W van LIB El-Masri: scheidsrechterlijke beslissing 2de ronde: V van ITA Magi: 1-4 |
| Tom Glesby       | -91kg (m)   | 9e        | 1ste ronde: W van DEN Nielsen: scheidsrechterlijke beslissing 2de ronde: V van HUN Alvics: scheidsrechterlijke beslissing |
| Egerton Marcus   | +91kg (m)   | Goud      | 1ste ronde: vrij 2de ronde: W van KEN Odera: scheidsrechterlijke beslissing kwartfinale: W van GDR Kaden: scheidsrechterlijke beslissing halve finale: W van POL Zarenkiewicz: knock-out finale: W van USA Bowe: scheidsrechterlijke beslissing |

### Boogschieten
| Olympiër                                    | Onderdeel       | Resultaat | Prestatie                                                       |
| ------------------------------------------- | --------------- | --------- | --------------------------------------------------------------- |
| Denis Canuel                                | individueel (m) | 58e       | voorronde: 58ste met 1201 punten                                |
| Daniel Desnoyers                            | individueel (m) | 51e       | voorronde: 51ste met 1215 punten                                |
| John McDonald                               | individueel (m) | 24e       | voorronde: 13de met 1263 punten 2de ronde: 24ste met 292 punten |
| Denis Canuel Daniel Desnoyers John McDonald | team (m)        | 16e       | voorronde: 16de met 3679 punten                                 |
|                                             |                 |           |                                                                 |
| Brenda Cuming                               | individueel (v) | 34e       | voorronde: 34ste met 1217 punten                                |

### Gewichtheffen
| Olympiër      | Onderdeel   | Resultaat | Prestatie                                                       |
| ------------- | ----------- | --------- | --------------------------------------------------------------- |
| Langis Cote   | -67,5kg (m) | 10e       | trekken: 6de met 137,5kg stoten: 11de met 160kg totaal: 297,5kg |
| Guy Greavette | -90kg (m)   | 10e       | trekken: 9de met 152,5kg stoten: 10de met 185kg totaal: 337,5kg |
| Denis Garon   | -100kg (m)  | 6e        | trekken: 10de met 160kg stoten: 2de met 222,5kg totaal: 382,5kg |

### Gymnastiek
| Olympiër                                                                                    | Onderdeel                | Resultaat | Prestatie |
| Ritmisch                                                                                    | Ritmisch                 | Ritmisch  | Ritmisch |
| ------------------------------------------------------------------------------------------- | ------------------------ | --------- | --- |
| Lise Gautreau                                                                               | individueel (v)          | 32e       | kwalificatie: hoepel: 33ste met 9,15 punten touw: 38ste met 9,00 punten knotsen: 28ste met 9,40 punten lint: 28ste met 9,40 punten totaal: 36,95 punten |
| Mary Fuzesi                                                                                 | individueel (v)          | 10e       | kwalificatie: 12de hoepel: 9de met 9,60 punten touw: 12de met 9,70 punten knotsen: 4de met 9,80 punten lint: 17de met 9,60 punten totaal: 38,70 punten finale: hoepel: 6de met 9,70 punten touw: 7de met 9,80 punten knotsen: 6de met 9,80 punten lint: 7de met 9,80 punten totaal: 58,45 punten |
| Turnen                                                                                      |                          |           | |
| Curtis Hibbert                                                                              | vloer (m)                | 8e        | kwalificatie: 9de met 19,75 punten finale: 8ste met 19,525 punten |
| Curtis Hibbert                                                                              | brug (m)                 | 6e        | kwalificatie: 6de met 19,70 punten finale: 8ste met 19,675 punten |
| Curtis Hibbert                                                                              | rekstok (m)              | 7e        | kwalificatie: 4de met 19,70 punten finale: 8ste met 19,675 punten |
| Lorne Bobkin                                                                                | meerkamp individueel (m) | 56e       | kwalificatie: vloer: 25ste met 19,50 punten sprong: 26ste met 19,35 punten brug: 50ste met 19,30 punten rekstok: 68ste met 18,80 punten ringen: 79ste met 18,60 punten paard met bogen: 51ste met 19,05 punten totaal: 114,60 punten |
| Philippe Chartrand                                                                          | meerkamp individueel (m) | 86e       | kwalificatie: vloer: 88ste met 9,80 punten sprong: 84ste met 18,60 punten brug: 25ste met 19,55 punten rekstok: 15de met 19,55 punten ringen: 39ste met 19,35 punten paard met bogen: 59ste met 18,95 punten totaal: 105,80 punten |
| Curtis Hibbert                                                                              | meerkamp individueel (m) | 22e       | kwalificatie: 21ste vloer: 9de met 19,75 punten sprong: 18de met 19,45 punten brug: 6de met 19,70 punten rekstok: 4de met 19,70 punten ringen: 34ste met 19,40 punten paard met bogen: 72ste met 18,75 punten totaal: 116,75 punten finale: vloer: 11de met 9,80 punten sprong: 34ste met 9,60 punten brug: 31ste met 9,70 punten rekstok: 25ste met 9,60 punten ringen: 11de met 9,85 punten paard met bogen: 5de met 9,90 punten totaal: 116,825 punten        |
| Alan Nolet                                                                                  | meerkamp individueel (m) | 65e       | kwalificatie: vloer: 64ste met 19,05 punten sprong: 58ste met 19,05 punten brug: 82ste met 18,70 punten rekstok: 38ste met 19,25 punten ringen: 67ste met 18,95 punten paard met bogen: 46ste met 19,10 punten totaal: 114,10 punten |
| Brad Peters                                                                                 | meerkamp individueel (m) | 26e       | kwalificatie: 34ste vloer: 39ste met 19,40 punten sprong: 50ste met 19,10 punten brug: 39ste met 19,40 punten rekstok: 24ste met 19,45 punten ringen: 48ste met 19,25 punten paard met bogen: 28ste met 19,45 punten totaal: 116,05 punten finale: vloer: 11de met 9,80 punten sprong: 7de met 9,90 punten brug: 26ste met 9,75 punten rekstok: 32ste met 9,50 punten ringen: 17de met 9,80 punten paard met bogen: 25ste met 9,70 punten totaal: 116,475 punten |
| James Rozon                                                                                 | meerkamp individueel (m) | 65e       | kwalificatie: vloer: 72ste met 18,90 punten sprong: 42ste met 19,20 punten brug: 67ste met 19,15 punten rekstok: 47ste met 19,20 punten ringen: 73ste met 18,80 punten paard met bogen: 66ste met 18,85 punten totaal: 114,10 punten |
| Lorne Bobkin Philippe Chartrand Curtis Hibbert Alan Nolet Brad Peters James Rozon           | meerkamp team (m)        | 9e        | vloer: 9de met 96,85 punten sprong: 8ste met 96,15 punten brug: 9de met 97,10 punten rekstok: 5de met 97,30 punten ringen: 9de met 95,75 punten paard met bogen: 11de met 95,65 punten totaal: 578,80 punten |
|                                                                                             |                          |           | |
| Monica Covacci                                                                              | meerkamp individueel (v) | 22e       | kwalificatie: 50ste vloer: 34ste met 19,400 punten sprong: 41ste met 19,300 punten brug: 72ste met 18,875 punten balk: 43ste met 19,125 punten totaal: 76,700 punten finale: vloer: 24ste met 9,75 punten sprong: 13de met 9,80 punten brug: 19de met 9,80 punten balk: 12de met 9,725 punten totaal: 77,425 punten |
| Cathy Giancaspro                                                                            | meerkamp individueel (v) | 74e       | kwalificatie: vloer: 49ste met 19,200 punten sprong: 65ste met 19,000 punten brug: 73ste met 18,850 punten balk: 79ste met 18,400 punten totaal: 75,450 punten |
| Larissa Lowing                                                                              | meerkamp individueel (v) | 57e       | kwalificatie: vloer: 63ste met 18,975 punten sprong: 51ste met 19,100 punten brug: 38ste met 19,375 punten balk: 68ste met 18,775 punten totaal: 76,225 punten |
| Christina McDonald                                                                          | meerkamp individueel (v) | 77e       | kwalificatie: vloer: 69ste met 18,925 punten sprong: 84ste met 18,325 punten brug: 51ste met 19,250 punten balk: 77ste met 18,575 punten totaal: 75,075 punten |
| Janine Rankin                                                                               | meerkamp individueel (v) | 31e       | kwalificatie: 41ste vloer: 31ste met 19,425 punten sprong: 43ste met 19,275 punten brug: 28ste met 19,475 punten balk: 63ste met 18,850 punten totaal: 77,025 punten finale: vloer: 27ste met 9,70 punten sprong: 18de met 9,775 punten brug: 31ste met 9,675 punten balk: 34ste met 9,125 punten totaal: 76,787 punten |
| Lori Strong                                                                                 | meerkamp individueel (v) | 36e       | kwalificatie: 38ste vloer: 52ste met 19,075 punten sprong: 33ste met 19,400 punten brug: 19de met 19,550 punten balk: 41ste met 19,150 punten totaal: 77,175 punten finale: vloer: 34ste met 9,15 punten brug: 35ste met 9,225 punten balk: 11de met 9,75 punten totaal: 66,712 punten |
| Monica Covacci Cathy Giancaspro Larissa Lowing Christina McDonald Janine Rankin Lori Strong | meerkamp team (v)        | 11e       | vloer: 10de met 96,20 punten sprong: 8ste met 96,075 punten brug: 9de met 96,650 punten balk: 11de met 94,825 punten totaal: 383,75 punten |

### Hockey

#### Mannen
| Olympiër | Onderdeel | Resultaat | Prestatie |
| --- | --------- | --------- | --- |
| Richard Albert Ian Bird Patrick Burrows Pat Caruso Paul Chohan Ajay Dubé Chris Gifford Ken Goodwin Wayne Grimmer Douglas Harris Peter Milkovich Michael Muller Trevor Porritt Ranjit Singh Rai Ross Rutledge Hargurnek Singh Sandhu | mannen    | 11e       | groep B: 6de V van Bondsrepubliek Duitsland: 1-3 V van Groot-Brittannië: 0-3 G van Sovjet-Unie: 0-0 V van India: 1-5 G van Zuid-Korea: 1-1 9-12de plek: V van Spanje: 0-2 11-12de plek: W van Kenia: 3-1 |

| Groep B |                          |             |             |             |             |            |            |            |        |
| #       | Land                     | Wedstrijden | Wedstrijden | Wedstrijden | Wedstrijden | Doelpunten | Doelpunten | Doelpunten | Punten |
| #       | Land                     | G           | W           | G           | V           | V          | T          | Saldo      | Punten |
| 1       | Bondsrepubliek Duitsland | 5           | 4           | 1           | 0           | 13         | 3          | +10        | 9      |
| 2       | Groot-Brittannië         | 5           | 3           | 1           | 1           | 12         | 5          | +7         | 7      |
| 3       | India                    | 5           | 2           | 1           | 2           | 9          | 7          | +2         | 5      |
| 4       | Sovjet-Unie              | 5           | 2           | 1           | 2           | 5          | 10         | -5         | '5     |
| 5       | Zuid-Korea               | 5           | 0           | 2           | 3           | 5          | 10         | -5         | 2      |
| 6       | Canada                   | 5           | 0           | 2           | 3           | 3          | 12         | -9         | 2      |

| Ronde        | Datum | Plaats                   | Land | Score    | Land |
| ------------ | ----- | ------------------------ | ---- | -------- | ---- |
| Groepsfase   |       |                          |      |          |      |
| 18 september | Seoel | Bondsrepubliek Duitsland | 3-1  | Canada   |      |
| 20 september | Seoel | Groot-Brittannië         | 3-0  | Canada   |      |
| 22 september | Seoel | Sovjet-Unie              | 0-0  | Canada   |      |
| 24 september | Seoel | Canada                   | 1-5  | Pakistan |      |
| 26 september | Seoel | Canada                   | 1-1  | Pakistan |      |
| 9-12de plek  |       |                          |      |          |      |
| 28 september | Seoel | Spanje                   | 2-0  | Canada   |      |
| 11-12de plek |       |                          |      |          |      |
| 29 september | Seoel | Canada                   | 3-1  | Kenia    |      |

#### Vrouwen
| Olympiër | Onderdeel | Resultaat | Prestatie |
| --- | --------- | --------- | --- |
| Wendy Baker Sara Ballantyne Sharon Bayes Laura Branchaud Nancy Charlton Mary Conn Debra Lee Covey Sharon Creelman Liz Czenczek Sheila Forshaw Kathryn Johnson Sandra Levy Lisa Lyn Shona Schleppe | vrouwen   | 6e        | groep A: 4de G van Australië: 1-1 V van Zuid-Korea: 1-3 V van Bondsrepubliek Duitsland: 1-2 5-8ste plek: W van Argentinië: 2-1 5-6de plek: V van Bondsrepubliek Duitsland: 2-4 |

| Groep A |                          |             |             |             |             |            |            |            |        |
| #       | Land                     | Wedstrijden | Wedstrijden | Wedstrijden | Wedstrijden | Doelpunten | Doelpunten | Doelpunten | Punten |
| #       | Land                     | G           | W           | G           | V           | V          | T          | Saldo      | Punten |
| 1       | Zuid-Korea               | 3           | 2           | 1           | 0           | 12         | 7          | +5         | 5      |
| 2       | Australië                | 3           | 1           | 2           | 0           | 7          | 6          | +1         | 4      |
| 3       | Bondsrepubliek Duitsland | 3           | 1           | 0           | 2           | 3          | 6          | -3         | 2      |
| 4       | Canada                   | 3           | 0           | 1           | 2           | 3          | 6          | -3         | 1      |

| Ronde        | Datum | Plaats                   | Land | Score                    | Land |
| ------------ | ----- | ------------------------ | ---- | ------------------------ | ---- |
| Groepsfase   |       |                          |      |                          |      |
| 21 september | Seoel | Australië                | 1-1  | Canada                   |      |
| 23 september | Seoel | Zuid-Korea               | 3-1  | Canada                   |      |
| 25 september | Seoel | Canada                   | 1-2  | Bondsrepubliek Duitsland |      |
| 5-8ste plek  |       |                          |      |                          |      |
| 27 september | Seoel | Argentinië               | 1-2  | Canada                   |      |
| 5-6de plek   |       |                          |      |                          |      |
| 29 september | Seoel | Bondsrepubliek Duitsland | 4-2  | Canada                   |      |

### Judo
| Olympiër        | Onderdeel | Resultaat | Prestatie |
| --------------- | --------- | --------- | --------- |
| Phil Takahashi  | -60kg (m) | 20e       |           |
| Craig Weldon    | -65kg (m) | 34e       |           |
| Glenn Beauchamp | -71kg (m) | 13e       |           |
| Kevin Doherty   | -78kg (m) | 5e        |           |
| Louis Jani      | -86kg (m) | 19e       |           |
| Joseph Meli     | -95kg (m) | 12e       |           |

### Kanovaren
| Olympiër                                                    | Onderdeel     | Resultaat | Prestatie                                                                                                   |
| ----------------------------------------------------------- | ------------- | --------- | --- |
| Larry Cain                                                  | C-1 500m (m)  | 11e       | serie 2: 2de halve finale 1: 4de in 1.56,24                                                                 |
| Larry Cain                                                  | C-1 1000m (m) | 4e        | serie 2: 2de in 4.09,50 halve finale 3: 1ste in 4.07,47 finale: 4de in 4.20,70                              |
| David Frost Eric Smith                                      | C-2 500m (m)  | 11e       | serie 3: 5de in 1.46,93 herkansingen: 2de in 1.53,07 halve finale 3: 5de in 1.49,92                         |
| David Frost Eric Smith                                      | C-2 1000m (m) | 11e       | serie 1: 4de in 3.58,15 herkansingen: 3de in 4.06,93 halve finale 2: 4de in 3.57,34                         |
| Renn Crichlow                                               | K-1 500m (m)  | 11e       | serie 1: 6de in 1.47,53 herkansingen: 1ste halve finale 1: 4de in 1.46,51                                   |
| Carl Beaumier                                               | K-1 1000m (m) | 15e       | serie 3: 5de in 4.00,63 herkansingen: 3de in 3.55,27 halve finale 2: 5de in 3.55,58                         |
| Alwyn Morris Hugh Fisher                                    | K-2 500m (m)  | 11e       | serie 1: 6de in 1.38,05 herkansingen: 4de in 1.43,03 halve finale 1: 4de in 1.36,00                         |
| Donald Brien Colin Shaw                                     | K-2 1000m (m) | 11e       | serie 1: 6de in 3.35,30 herkansingen: 2de in 3.38,74 halve finale 2: 5de in 3.30,29                         |
| Donald Brien Colin Shaw Kenneth Padvaiskas Renn Crichlow    | K-4 1000m (m) | 12e       | serie 2: 6de in 3.31,62 herkansingen: 3de in 3.16,80 halve finale 1: 4de in 3.15,03                         |
|                                                             |               |           | |
| Caroline Brunet                                             | K-1 500m (v)  | 13e       | serie 2: 5de in 2.00,82 halve finale 1: 5de in 2.08,34                                                      |
| Barbara Olmsted Shelia Taylor                               | K-2 500m (v)  | 8e        | serie 2: 4de in 1.52,42 herkansingen: 2de in 1.50,54 halve finale 2: 3de in 1.52,62 finale: 8ste in 1.51,03 |
| Caroline Brunet Barbara Olmsted Nancy Olmsted Shelia Taylor | K-4 500m (v)  | 10e       | serie 1: 5de in 1.43,52 herkansingen: 4de in 1.43,63                                                        |

### Moderne vijfkamp
| Olympiër                                     | Onderdeel | Resultaat | Prestatie |
| -------------------------------------------- | --------- | --------- | --- |
| Nicholas Fekete                              | mannen    | 40e       | paardensport: 15de in 1.50.62 (1024 punten) schermen: 43ste met 28 overwinningen (711 punten) zwemmen: 39ste in 3.34,37 (1160 punten) schietsport: 17de met 192 punten (956 punten) atletiek: 53ste in 14.37,88 (934 punten) totaal: 4785 punten   |
| Barry Kennedy                                | mannen    | 45e       | paardensport: 52ste in 1.39,93 (770 punten) schermen: 39ste met 29 overwinningen (728 punten) zwemmen: 49ste in 3.38,23 (1128 punten) schietsport: 11de met 194 punten (1000 punten) atletiek: 34ste in 13.58,52 (1051 punten) totaal: 4677 punten |
| Lawrence Keyte                               | mannen    | 33e       | paardensport: 13de in 1.46,84 (1032 punten) schermen: 58ste met 22 overwinningen (609 punten) zwemmen: 56ste in 3.42,90 (1092 punten) schietsport: 22ste met 191 punten (934 punten) atletiek: 13de in 13.15,28 (1180 punten) totaal: 4847 punten  |
| Nicholas Fekete Barry Kennedy Lawrence Keyte | team (m)  | 10e       | paardensport: 9de met 2826 punten schermen: 15de met 2048 punten zwemmen: 15de met 3380 punten schietsport: 5de met 2890 punten atletiek: 12de met 3165 punten totaal: 14309 punten                                                                |

### Paardensport
| Olympiër                                                           | Onderdeel   | Resultaat | Prestatie |
| Dressuur                                                           | Dressuur    | Dressuur  | Dressuur |
| ------------------------------------------------------------------ | ----------- | --------- | --- |
| Cindy Neale-Ishoy                                                  | individueel | 4e        | kwalificatie: 10de met 1363 punten finale: 4de met 1401 punten |
| Ashley Nicoll-Holzer                                               | individueel | 16e       | kwalificatie: 15de met 1308 punten finale: 16de met 1296 punten |
| Eva Maria Pracht                                                   | individueel | 29e       | kwalificatie: 29ste met 1255 punten |
| Gina Smith                                                         | individueel | 12e       | kwalificatie: 18de met 1298 punten finale: 12de met 1326 punten |
| Cindy Neale-Ishoy Ashley Nicoll-Holzer Eva Maria Pracht Gina Smith | team        | Brons     | 3969 punten |
| Eventing                                                           |             |           | |
| Nicholas Holmes-Smith                                              | individueel | 14e       | dressuur: 31ste met 71,80 strafpunten cross-country: 16de met 45,60 strafpunten springconcours: 1ste met 0 strafpunten totaal: 117,40 strafpunten                                                                     |
| Jo Tudor                                                           | individueel | DNF       | dressuur: 37ste met 75,60 strafpunten cross-country: niet gefinisht |
| Springconcours                                                     |             |           | |
| John Anderson                                                      | individueel | 49e       | kwalificatie: 1ste ronde: niet gefinisht 2de ronde: 16de met 56 punten totaal: 56 punten |
| Lisa Carlsen                                                       | individueel | DSQ       | kwalificatie: 1ste 1ste ronde: 1ste met 69,50 punten 2de ronde: 1ste met 73,50 punten totaal: 143 punten finale: 1ste ronde: 4de met 4 strafpunten 2de ronde: gediskwalificeerd                                       |
| Mario Deslauriers                                                  | individueel | 30e       | kwalificatie: 14de 1ste ronde: 1de met 61,50 punten 2de ronde: 16de met 56 punten totaal: 117,5 punten finale: 1ste ronde: 30ste met 15,75 strafpunten                                                                |
| Ian Millar                                                         | individueel | 15e       | kwalificatie: 8ste 1ste ronde: 1ste met 69,50 punten 2de ronde: 16de met 56,00 punten totaal: 125,50 punten finale: 1ste ronde: 3de met 0,75 strafpunten 2de ronde: 18de met 12,25 strafpunten totaal: 13 strafpunten |
| John Anderson Lisa Carlsen Mario Deslauriers Ian Millar            | team        | 4e        | 1ste ronde: 3de met 16 strafpunten 2de ronde: 3de met 12,75 strafpunten totaal: 28,75 strafpunten |

### Roeien
| Olympiër | Onderdeel       | Resultaat | Prestatie |
| --- | --------------- | --------- | --- |
| Gordon Henry | skiff (m)       | 19e       | serie 2: 5de in 7.51,83 herkansingen: 5de in 7.37,48                                                         |
| Bruce Ford Pat Walter                                                                                               | dubbel-twee (m) | 10e       | serie 1: 4de in 6.29,94 herkansingen: 3de in 6.46,55 halve finale 1: 5de in 6.37,95 finale B: 4de in 7.07,31 |
| Don Dickison David Johnson                                                                                          | twee-zonder (m) | 16e       | serie 1: 6de in 6.57,59 herkansingen: 5de in 7.13,07                                                         |
| Ian McKerlich Pat Newman Dave Ross                                                                                  | twee-met (m)    | 10e       | serie 1: 4de in 7.25,16 herkansingen: 3de halve finale 2: 5de in 7.06,21 finale B: 4de in 7.18,89            |
| Paul Douma Doug Hamilton Mel LaForme Robert Mills                                                                   | dubbel-vier (m) | 9e        | serie 3: 3de in 5.54,01 halve finale 2: 6de in 6.00,55 finale B: 3de in 5.58,06                              |
| Darby Berkhout Raymond Collier Gordon Henry John Ossowski Bruce Robertson                                           | vier-zonder (m) | 11e       | serie 1:' 4de in 6.22,42 herkansingen: 2de halve finale 1: 6de in 6.22,35 finale B: 5de in 6.16,74           |
| Harold Backer John Houlding Robert Marland Terry Paul Brian Saunderson                                              | vier-met (m)    | 9e        | serie 2:' 5de in 6.15,21 herkansingen: 3de halve finale 2: 6de in 6.17,36 finale B: 3de in 6.44,95           |
| Andy Crosby Jason Dorland Grant Main Brian McMahon Kevin Neufeld Jamie Schaffer Paul Steele Don Telfer John Wallace | acht (m)        | 6e        | serie 1:' 2de in 5.36,81 herkansingen: 2de in 5.37,06 finale: 6de in 5.54,26                                 |
| |                 |           | |
| Heather Hattin | skiff (v)       | 10e       | serie 1: 3de in 8.15,04 halve finale 1: 4de in 7.56,97 finale B: 4de in 8.08,69                              |
| Silken Laumann Kay Worthington                                                                                      | dubbel-twee (v) | 7e        | serie 1: 5de in 7.46,89 herkansingen: 3de in 7.36,80 finale B: 1ste in 8.03,56                               |
| Kirsten Barnes Sarah Ann Ogilvie                                                                                    | twee-zonder (v) | 7e        | serie 2: 3de in 8.09,51 herkansingen: 3de in 8.11,49 finale B: 1ste in 8.09,10                               |
| Heather Clarke Tricia Smith Lesley Thompson-Willie Jane Tregunno Jennifer Walinga                                   | vier-met (v)    | 7e        | serie 1: 4de in 7.31,02 herkansingen: 3de in 7.29,71 finale B: 1ste in 7.19,86                               |

### Schermen
| Olympiër                                                                                             | Onderdeel       | Resultaat | Prestatie |
| --- | --------------- | --------- | --- |
| Jean-Marc Chouinard                                                                                  | degen (m)       | 63e       | 1ste ronde groep 8: 5de met 1 overwinning                                                                                 |
| Alain Côté                                                                                           | degen (m)       | 61e       | 1ste ronde groep 14: 5de met 2 overwinningen                                                                              |
| Michel Dessureault                                                                                   | degen (m)       | 31e       | 1ste ronde groep 13: 3de met 2 overwinningen kwartfinale 1: 3de met 1 overwinning halve finale 7: 3de met 3 overwinningen |
| Ian Bramall Jean-Marc Chouinard Alain Côté Michel Dessureault Danek Nowosielski                      | degen team (m)  | 12e       | 1ste ronde groep 2: 2de met 1 overwinning                                                                                 |
| Stephen Angers                                                                                       | floret (m)      | 48e       | 1ste ronde groep 12: 4de met 1 overwinning kwartfinale 1: 6de met 0 overwinningen                                         |
| Benoît Giasson                                                                                       | floret (m)      | 31e       | 1ste ronde groep 10: 3de met 4 overwinningen kwartfinale 1: 5de met 2 overwinningen halve finale 5: 4de met 1 overwinning |
| Luc Rocheleau                                                                                        | floret (m)      | 21e       | 1ste ronde groep 11: 4de met 3 overwinningen kwartfinale 5: 4de met 2 overwinningen halve finale 7: 4de met 1 overwinning |
| Stephen Angers Benoît Giasson Danek Nowosielski Luc Rocheleau                                        | floret team (m) | 11e       | 1ste ronde groep 2: 3de met 1 overwinning                                                                                 |
| Wulfe Balk                                                                                           | sabel (m)       | 28e       | 1ste ronde groep 6: 5de met 1 overwinning kwartfinale 6: 5de met 0 overwinningen                                          |
| Jean-Marie Banos                                                                                     | sabel (m)       | 25e       | 1ste ronde groep 2: 5de met 2 overwinningen kwartfinale 1: 5de met 1 overwinning                                          |
| Jean-Paul Banos                                                                                      | sabel (m)       | 22e       | 1ste ronde groep 3: 4de met 3 overwinningen kwartfinale 3: 4de met 1 overwinning halve finale 1: 6de met 0 overwinningen  |
| Wulfe Balk Jean-Marie Banos Jean-Paul Banos Bruno Deschênes Tony Plourde                             | sabel team (m)  | 9e        | 1ste ronde groep 3: 3de met 1 overwinning                                                                                 |
| |                 |           | |
| Madeleine Philion                                                                                    | floret (v)      | 19e       | 1ste ronde groep 7: 3de met 2 overwinningen kwartfinale 6: 3de met 3 overwinningen halve finale 2: 5de in 2 overwinningen |
| Jacynthe Poirier                                                                                     | floret (v)      | 31e       | 1ste ronde groep 9: 4de met 2 overwinningen kwartfinale 4: 5de met 1 overwinning                                          |
| Thalie Tremblay                                                                                      | floret (v)      | 34e       | 1ste ronde groep 6: 4de met 1 overwinning kwartfinale 2: 6de met 1 overwinning                                            |
| Marie-Huguette Cormier Madeleine Philion Jacynthe Poirier Shelley Steiner-Wetterberg Thalie Tremblay | floret team (v) | 9e        | 1ste ronde groep 2: 3de met 0 overwinningen                                                                               |

### Schietsport
| Olympiër                  | Onderdeel                  | Resultaat | Prestatie                                                                             |
| ------------------------- | -------------------------- | --------- | ------------------------------------------------------------------------------------- |
| Mart Klepp                | 10m luchtgeweer (m)        | 14e       | kwalificatie: 14de met 588 punten (97-98-100-96-99-98)                                |
| Guy Lorion                | 10m luchtgeweer (m)        | 25e       | kwalificatie: 25ste met 585 punten (99-99-97-95-99-96)                                |
| Mart Klepp                | 50m geweer 3 houdingen (m) | 36e       | kwalificatie: 36ste met 1157 punten (395-393-369)                                     |
| Jean-François Senecal     | 50m geweer 3 houdingen (m) | 25e       | kwalificatie: 25ste met 1164 punten (397-387-380)                                     |
| Michael Ashcroft          | 50m geweer liggend (m)     | 8e        | kwalificatie: 5de met 597 punten (100-99-100-99-100-99) finale: 8ste met 698,5 punten |
| Patrick Vamplew           | 50m geweer liggend (m)     | 24e       | kwalificatie: 24ste met 594 punten (100-99-97-100-100-98)                             |
| Michael Ashcroft          | 25m snelvuurpistool (m)    | 8e        | kwalificatie: 29ste met 584 punten (293-291)                                          |
| David Lee                 | 50m bewegend doel (m)      | 8e        | kwalificatie: 21ste met 573 punten (292-281)                                          |
|                           |                            |           |                                                                                       |
| Sharon Bowes              | 10m luchtgeweer (v)        | 7e        | kwalificatie: 5de met 394 punten (99-98-99-98) finale: 7de met 493,1 punten           |
| Christin Ashcroft Schulze | 10m luchtgeweer (v)        | 22e       | kwalificatie: 22ste met 387 punten (96-97-97-97)                                      |
| Sharon Bowes              | 50m geweer 3-houdingen (v) | 5e        | kwalificatie: 5de met 584 punten (196-194-194) finale: 5de met 680,5 punten           |
| Christin Ashcroft Schulze | 50m geweer 3-houdingen (v) | 19e       | kwalificatie: 19de met 577 punten (199-182-196)                                       |
|                           |                            |           |                                                                                       |
| Bohdan John Kwasnycia     | skeet                      | 27e       | kwalificatie: 27ste met 144 punten                                                    |
| George Leary              | trap                       | 33e       | kwalificatie: 33ste met 140 punten                                                    |
| Susan Nattrass            | trap                       | 30e       | kwalificatie: 30ste met 141 punten                                                    |
| John Primrose             | trap                       | 18e       | kwalificatie: 20ste met 143 punten halve finale: 18de met 190 punten                  |

### Schoonspringen
| Olympiër          | Onderdeel     | Resultaat | Prestatie                                                        |
| ----------------- | ------------- | --------- | ---------------------------------------------------------------- |
| David Bédard      | 3m plank (m)  | 20e       | voorronde: 20ste met 532,62 punten                               |
| Larry Flewwelling | 3m plank (m)  | 17e       | voorronde: 17de met 541,14 punten                                |
| David Bédard      | 10m toren (m) | 20e       | voorronde: 10de met 524,10 punten finale: 11de met 499,53 punten |
| Jeffrey Hirst     | 10m toren (m) | 20e       | voorronde: 20ste met 453,99 punten                               |
|                   |               |           |                                                                  |
| Barbara Bush      | 3m plank (v)  | 11e       | voorronde: 10de met 434,34 punten finale: 11de met 429,18 punten |
| Debbie Fuller     | 3m plank (v)  | 9e        | voorronde: 9de met 453,48 punten finale: 9de met 450,30 punten   |
| Debbie Fuller     | 10m toren (v) | 10e       | voorronde: 9de met 366,42 punten finale: 10de met 340,89 punten  |
| Wendy Fuller      | 10m toren (v) | 13e       | voorronde: 13de met 347,73 punten                                |

### Synchroonzwemmen
| Olympiër                       | Onderdeel | Resultaat | Prestatie |
| ------------------------------ | --------- | --------- | --- |
| Carolyn Waldo                  | solo      | Goud      | kwalificatie: 1ste technisch: 1ste met 101,15 punten vrij: 2de met 98,20 punten totaal: 199,35 punten finale: technisch: 1ste met 101,15 punten vrij: 1ste met 99,00 punten totaal: 200,15 punten  |
| Michelle Cameron Carolyn Waldo | duet      | Goud      | kwalificatie: 1ste technisch: 1ste met 98,917 punten vrij: 2de met 98,40 punten totaal: 197,317 punten finale: technisch: 1ste met 98,917 punten vrij: 2de met 98,80 punten totaal: 197,717 punten |

### Tafeltennis
| Olympiër                     | Onderdeel     | Resultaat | Prestatie |
| ---------------------------- | ------------- | --------- | --- |
| Joe Ng                       | enkelspel (m) | 41e       | groep G: 6de V van KOR Yoo V van POL Kucharski: 2-3 V van TCH Panský: 0-3 V van GBR Prean: 1-3 V van HKG Vong: 2-3 W van DOM Alvarez: 3-0 W van TUN Sta: 3-0                                                              |
| Horatio Pintea Gideon Joe Ng | dubbespel (m) | 13e       | groep C: 4de V van CHN Jiang/Xu: 0-2 V van YUG Lupulesku/Primorac: 0-2 V van TPE Wu/Huang: 0-3 W van FRA Gatien/Birocheau: 2-0 W van NGR Musa Omotara: 2-0 W van URS Mazounov/Rosenberg: 2-0 W van MRI Choy/Hosnanni: 2-0 |
|                              |               |           | |
| Mariann Domonkos             | enkelspel (v) | 25e       | groep A: 4de V van CHN Jiao: 1-3 V van HUN Urbán: 0-3 V van URS Kovtun: 0-3 W van USA Gee: 3-2 W van DOM Alejo: 3-0 |

### Tennis
| Olympiër                                 | Onderdeel      | Resultaat | Prestatie |
| ---------------------------------------- | -------------- | --------- | --- |
| Grant Connell                            | enkelspel (m)  | 17e       | 1ste ronde: W van AUS Fitzgerald: 6-4, 4-6, 6-2, 6-2 2de ronde: V van ESP Sánchez: 4-6, 4-6, 2-6              |
| Martin Laurendeau                        | enkelspel (m)  | 33e       | 1ste ronde: V van SWE Järryd: 6-7(8), 6-4, 5-7, 5-7                                                           |
| Chris Pridham                            | enkelspel (m)  | 33e       | 1ste ronde: V van ARG Jaite: 1-6, 3-6, 2-6                                                                    |
| Grant Connell Glenn Michibata            | dubbelspel (m) | 17e       | 1ste ronde: V van DEN Christensen/Tauson: 5-7, 2-6, 7-6(5), 5-7                                               |
|                                          |                |           | |
| Carling Bassett-Seguso                   | enkelspel (v)  | 33e       | 1ste ronde: V van FRA Tauziat: 6-7(5), 1-6                                                                    |
| Jill Hetherington                        | enkelspel (v)  | 17e       | 1ste ronde: W van ISR Berger: 6-1, 6-4 2de ronde: V van USA Shrivef: 2-6, 3-6                                 |
| Helen Kelesi                             | enkelspel (v)  | 33e       | 1ste ronde: V van BRA Miró: 5-7, 5-7                                                                          |
| Carling Bassett-Seguso Jill Hetherington | dubbelspel (v) | 5e        | 1ste ronde: W van ARG Paz/Sabatini: 7-6(8), 5-7, 20-18 kwartfinale: V van FRG Graf/Kohde-Kilsh: 3-6, 6-3, 2-6 |

### Wielersport
| Olympiër                                                | Onderdeel          | Resultaat | Prestatie |
| Baan                                                    | Baan               | Baan      | Baan |
| ------------------------------------------------------- | ------------------ | --------- | --- |
| Curt Harnett                                            | sprint (m)         | 9e        | kwalificatie: 13de in 11,144 1ste ronde serie 4: 2de 1ste ronde herkansingen: 1ste in 11,26 2de ronde serie 2: 2de 2de ronde herkansingen: V van FRG Weber |
| Curt Harnett                                            | tijdrit (m)        | 11e       | 1.06,291 |
| Gianni Vignaduzzi                                       | puntenkoers (m)    | 7e        | kwalificatie groep 2: 12de finale: 17de met 7 punten |
| Weg                                                     |                    |           | |
| Gervais Rioux                                           | wegwedstrijd (m)   | 73e       | 4:32.56 |
| Yvan Waddell                                            | wegwedstrijd (m)   | 29e       | 4:32.56 |
| Brian Walton                                            | wegwedstrijd (m)   | 33e       | 4:32.56 |
| Chris Koberstein David Spears Yvan Waddell Brian Walton | ploegentijdrit (m) | 13e       | 2:04.09 |
|                                                         |                    |           | |
| Geneviève Robic-Brunet                                  | wegwedstrijd (v)   | 4e        | 2:00.52 |
| Sara Neil                                               | wegwedstrijd (v)   | 39e       | 2:00.52 |
| Kelly-Ann Way                                           | wegwedstrijd (v)   | 38e       | 2:00.52 |

### Worstelen
| Olympiër          | Onderdeel   | Resultaat   | Prestatie |
| Vrije stijl       | Vrije stijl | Vrije stijl | Vrije stijl |
| ----------------- | ----------- | ----------- | --- |
| Chris Woodcroft   | -52kg (m)   | 25e         | groep A: 13de V van URS Toguzov: 0-4 V van IRI Torkan: 0-4 |
| Lawrence Holmes   | -57kg (m)   | 9e          | groep A: 13de W van POL Grzywiński: 3-1 V van IND Kumar: 1-3 W van FRG Scheibe: 3-1 V van HUN Nagy: 0-4                                                                                                 |
| Gary Bohay        | -62kg (m)   | 9e          | groep B: 4de W van CHN Li: 3-1 W van CMR Yinga: 4-0 W van TUR Kaygusuz: 3-1 V van IRI Fallah: 1-3 V van URS Sarkisjan: 1-3 7-8ste plek: V van ITA Schillaci: 0-3                                        |
| David McKay       | -68kg (m)   | 5e          | groep B: 3de W van JOR Al-Masri: 4-0 W van FRA Santoro: 3-1 V van AUS Brown: 1-3 W van TUR Şeker: 3-1 W van FRG Leipold: 3-1 V van USA Carr: 0-3 V van KOR Park: 1-3 5-6de plek: W van FIN Rauhala: 3-1 |
| Gary Holmes       | -74kg (m)   | 9e          | groep B: 5de W van MTN Habib: 4-0 W van ESP Serna: 4-0 W van FRA Beudet: 3-1 V van KOR Yoon: 1-3 V van USA Monday: 1-3                                                                                  |
| Christopher Rinke | -82kg (m)   | 13e         | groep A: 7de V van KOR Han: 1-3 W van SUI Jollien: 3-0 W van IRI Afghan: 3-1 V van TCH Lohyňa: 0-3 |
| Charles Cox       | -90kg (m)   | 19e         | groep A: 10de V van USA Scherr: 1-3 V van IND Verma: 0-4 |
| Clark Davis       | -100kg (m)  | 15e         | groep A: 8ste V van KOR Joe: 1-3 V van MGL Javkhlantögs: 1-3 |
| Dan Payne         | -130kg (m)  | 9e          | groep A: 3de W van MRI Ramsaran: 3-1 W van ESP Montesdeoca: 3-0 V van POL Sandurski: 1-3 V van GDR Schröder: 0,5-3,5 5-6de plek: V van BUL Atanassov: 1-3                                               |
| Grieks-Romeins    |             |             | |
| Douglas Yeats     | -68kg (m)   | 23e         | groep B: 12de V van URS Dzjoelfalakjan: 0-4 V van ROU Cărare: 1-3 |
| Charles Cox       | -90kg (m)   | 17e         | groep B: 9de V van FRG Steinbach: 0-4 V van USA Foy: 1-3 |
| Steve Marshall    | -100kg (m)  | 11e         | groep A: 6de W van FIN Ahokas: 3-0 V van POL Wroński: 0-3 V van POL Koslowski: 0-3 |
| Daniel Payne      | -130kg (m)  | 9e          | groep B: 5de V van BUL Gerovski: 0-3 V van POL Wrocławski: 0-4 |

### Zeilen
| Olympiër                                           | Onderdeel       | Resultaat | Prestatie                             |
| -------------------------------------------------- | --------------- | --------- | ------------------------------------- |
| Richard Myerscough                                 | divisie II (m)  | 12e       | 97,2 punten: (8-7-22-DSQ-YMP-7-7)     |
| Lawrence Lemieux                                   | finn (m)        | 11e       | 95,0 punten: (13-5-20-12-YMP-13-21)   |
| Nigel Cochrane Gordon Mcilquham                    | 470 (m)         | 8e        | 71,7 punten: (8-10-3-2-13-11-10)      |
|                                                    |                 |           |                                       |
| Karen Johnson Gail Johnson                         | 470 (v)         | 8e        | 93,0 punten: (13-8-12-7-12-10-8)      |
|                                                    |                 |           |                                       |
| Frank McLaughlin John Millen                       | flying dutchman | Brons     | 48,4 punten: (5-6-12-9-6-1)           |
| David Sweeney Kevin Smith                          | tornado         | 10e       | 83,0 punten: (11-9-YMP-8-9-4-9)       |
| David Ross MacDonald Donald Bruce MacDonald        | star            | 6e        | 63,7 punten: (3-11-12-2-1-14-opgave)  |
| Robert Paul Thomson Robert Stuart Flinn Philip Gow | soling          | 12e       | 89,0 punten: (8-12-13-2-opgave-13-10) |

### Zwemmen
| Olympiër                                                                        | Onderdeel             | Resultaat | Prestatie                                            |
| ------------------------------------------------------------------------------- | --------------------- | --------- | ---------------------------------------------------- |
| Mark Andrews                                                                    | 50m vrije slag (m)    | 15e       | serie 4: 1ste in 23,44 (NR) finale B: 7de in 23,64   |
| Sandy Goss                                                                      | 100m vrije slag (m)   | 10e       | serie 10: 4de in 50,81 finale B: 2de in 50,73        |
| Turlough O'Hare                                                                 | 400m vrije slag (m)   | 11e       | serie 7: 5de in 3.55,35 finale B: 3de in 3.54,33     |
| Gary Vandermeulen                                                               | 400m vrije slag (m)   | 26e       | serie 5: 8ste in 3.57,99                             |
| Christopher Chalmers                                                            | 1500m vrije slag (m)  | 16e       | serie 3: 4de in 15.23,22                             |
| Harry Taylor                                                                    | 1500m vrije slag (m)  | 19e       | serie 3: 5de in 15.30,31                             |
| Sean Murphy                                                                     | 100m rugslag (m)      | 8e        | serie 5: 1ste in 56,20 finale: 8ste in 56,32         |
| Mark Tewksbury                                                                  | 100m rugslag (m)      | 5e        | serie 6: 2de in 56,20 finale: 5de in 56,09           |
| Sean Murphy                                                                     | 200m rugslag (m)      | 17e       | serie 4: 6de in 2.03,81                              |
| Mark Tewksbury                                                                  | 200m rugslag (m)      | 12e       | serie 5: 6de in 2.04,02 finale B: 4de in 2.03,79     |
| Victor Davis                                                                    | 100m schoolslag (m)   | 4e        | serie 6: 1ste in 1.02,48 finale: 4de in 1.02,38      |
| Cameron Grant                                                                   | 100m schoolslag (m)   | 31e       | serie 8: 8ste in 1.05,10                             |
| Jonathan Cleveland                                                              | 200m schoolslag (m)   | 7e        | serie 5: 2de in 2.16,87 finale: 7de in 2.17,10       |
| Cameron Grant                                                                   | 200m schoolslag (m)   | 14e       | serie 7: 3de in 2.17,62 finale B: 6de in 2.18,36     |
| Vlastimil Černý                                                                 | 100m vlinderslag (m)  | 12e       | serie 5: 4de in 54,66 finale B: 4de in 54,79         |
| Tom Ponting                                                                     | 100m vlinderslag (m)  | 7e        | serie 5: 2de in 54,31 finale: 7de in 54,09           |
| Jon Kelly                                                                       | 200m vlinderslag (m)  | 7e        | serie 4: 2de in 1.59,40 finale: 7de in 1.59,48       |
| Tom Ponting                                                                     | 200m vlinderslag (m)  | 4e        | serie 2: 3de in 2.00,08 finale: 4de in 1.58,91       |
| Gary Anderson                                                                   | 200m wisselslag (m)   | 8e        | serie 6: 3de in 2.04,00 finale: 8ste in 2.06,35      |
| Darren Ward                                                                     | 200m wisselslag (m)   | 21e       | serie 8: 6de in 2.07,84                              |
| Jon Kelly                                                                       | 400m wisselslag (m)   | 12e       | serie 5: 5de in 4.24,62 finale: 4de in 4.25,02       |
| Michael Meldrum                                                                 | 400m wisselslag (m)   | 23e       | serie 5: 8ste in 4.31,74                             |
| Mark Andrews Stephen Vandermeulen Vlastimil Černý Sandy Goss                    | 4x100m vrije slag (m) | 9e        | serie 1: 2de in 3.23,85                              |
| Turlough O'Hare Darren Ward Donald Haddow Gary Vandermeulen                     | 4x200m vrije slag (m) | 8e        | serie 2: 4de in 7.26,28 finale: 8ste in 7.24,91      |
| Mark Tewksbury Victor Davis Tom Ponting Sandy Goss                              | 4x100m wisselslag (m) | Zilver    | serie 2: 1ste in 3.44,56 finale: 2de in 3.39,28 (NR) |
|                                                                                 |                       |           |                                                      |
| Andrea Nugent                                                                   | 50m vrije slag (v)    | 19e       | serie 6: 6de in 26,60                                |
| Kristin Topham                                                                  | 50m vrije slag (v)    | 12e       | serie 6: 5de in 26,50 finale B: 4de in 26,45         |
| Jane Kerr                                                                       | 100m vrije slag (v)   | 20e       | serie 6: 5de in 57,55                                |
| Andrea Nugent                                                                   | 100m vrije slag (v)   | 17e       | serie 8: 6de in 57,33                                |
| Jane Kerr                                                                       | 200m vrije slag (v)   | 28e       | serie 6: 8ste in 2.04,92                             |
| Patricia Noall                                                                  | 200m vrije slag (v)   | 9e        | serie 6: 4de in 2.02,31 finale B: 1ste in 2.00,77    |
| Patricia Noall                                                                  | 400m vrije slag (v)   | 13e       | serie 4: 6de in 4.15,90 finale B: 5de in 4.14,70     |
| Debby Wurzburger                                                                | 800m vrije slag (v)   | 9e        | serie 3: 2de in 8.36,24                              |
| Lori Melien                                                                     | 100m rugslag (v)      | 12e       | serie 5: 5de in 1.04,29 finale B: 4de in 1.03,87     |
| Lori Melien                                                                     | 200m rugslag (v)      | 19e       | serie 3: 4de in 2.20,45                              |
| Keltie Duggan                                                                   | 100m schoolslag (v)   | 10e       | serie 5: 5de in 1.10,95 finale B: 2de in 1.10,58     |
| Allison Higson                                                                  | 100m schoolslag (v)   | 4e        | serie 6: 2de in 1.08,39 finale: 4de in 1.08,86       |
| Guylaine Cloutier                                                               | 200m schoolslag (v)   | 15e       | serie 5: 5de in 2.34,36 finale B: 7de in 2.33,50     |
| Allison Higson                                                                  | 200m schoolslag (v)   | 7e        | serie 6: 2de in 2.29,67 finale: 7de in 2.29,60       |
| Jane Kerr                                                                       | 100m vlinderslag (v)  | 20e       | serie 5: 7de in 1.02,91                              |
| Andrea Nugent                                                                   | 100m vlinderslag (v)  | 23e       | serie 4: 8ste in 1.03,69                             |
| Mojca Cater                                                                     | 200m vlinderslag (v)  | 9e        | serie 2: 3de in 2.13,21 finale B: 1ste in 2.12,66    |
| Donna McGinnis                                                                  | 200m vlinderslag (v)  | DSQ       | serie 2: gediskwalificeerd                           |
| Allison Higson                                                                  | 200m wisselslag (v)   | 17e       | serie 4: 4de in 2.19,54                              |
| Kathy Bald Kristin Topham Allison Higson Jane Kerr                              | 4x100m vrije slag (v) | 6e        | serie 2: 5de in 3.49,20 finale: 6de in 3.46,75       |
| Lori Melien Allison Higson Jane Kerr Andrea Nugent Keltie Duggan Patricia Noall | 4x100m wisselslag (v) | Brons     | serie 2: 2de in 4.14,23 finale: 3de in 4.10,49       |

Afghanistan · Algerije · Amerikaanse Maagdeneilanden · Amerikaans-Samoa · Andorra · Angola · Antigua en Barbuda · Argentinië · Aruba · Australië · Bahama’s · Bahrein · Bangladesh · Barbados · België · Belize · Benin · Bermuda · Bhutan · Birma · Bolivia · Bondsrepubliek Duitsland · Botswana · Brazilië · Britse Maagdeneilanden · Brunei · Bulgarije · Burkina Faso · Canada · Centraal-Afrikaanse Republiek · Chili · China · Chinees Taipei · Colombia · Congo-Brazzaville · Cookeilanden · Costa Rica · Cyprus · Denemarken · Djibouti · Dominicaanse Republiek · Duitse Democratische Republiek · Ecuador · Egypte · El Salvador · Equatoriaal-Guinea · Fiji · Filipijnen · Finland · Frankrijk · Gabon · Gambia · Ghana · Grenada · Griekenland · Groot-Brittannië · Guam · Guatemala · Guinee · Guyana · Haïti · Honduras · Hongarije · Hongkong · Ierland · IJsland · India · Indonesië · Irak · Iran · Israël · Italië · Ivoorkust · Jamaica · Japan · Joegoslavië · Jordanië · Kaaimaneilanden · Kameroen · Kenia · Koeweit · Laos · Lesotho · Libanon · Liberia · Libië · Liechtenstein · Luxemburg · Malawi · Malediven · Maleisië · Mali · Malta · Marokko · Mauritanië · Mauritius · Mexico · Monaco · Mongolië · Mozambique · Nederland · Nederlandse Antillen · Nepal · Nieuw-Zeeland · Niger · Nigeria · Noord-Jemen · Noorwegen · Oeganda · Oman · Oostenrijk · Pakistan · Panama · Papoea-Nieuw-Guinea · Paraguay · Peru · Polen · Portugal · Puerto Rico · Qatar · Roemenië · Rwanda · Saint Vincent en de Grenadines · Salomonseilanden · Samoa · San Marino · Saoedi-Arabië · Senegal · Sierra Leone · Singapore · Soedan · Somalië · Sovjet-Unie · Spanje · Sri Lanka · Suriname · Swaziland · Syrië · Tanzania · Thailand · Togo · Tonga · Trinidad en Tobago · Tsjaad · Tsjecho-Slowakije · Tunesië · Turkije · Uruguay · Vanuatu · Venezuela · Verenigde Arabische Emiraten · Verenigde Staten · Vietnam · Zaïre · Zambia · Zimbabwe · Zuid-Jemen · Zuid-Korea · Zweden · Zwitserland